# Городское поселение Октябрьское (Тюменская область)
Городско́е поселе́ние Октябрьское — муниципальное образование в Октябрьском районе Ханты-Мансийского автономного округа Российской Федерации.
Административный центр — пгт Октябрьское.

## История
Статус и границы городского поселения установлены Законом Ханты-Мансийского автономного округа — Югры от 25 ноября 2004 года № 63-оз «О статусе и границах муниципальных образований Ханты-Мансийского автономного округа — Югры»

## Население
| 2010  | 2012  | 2013  | 2014  | 2015  | 2016  | 2017  |
| ----- | ----- | ----- | ----- | ----- | ----- | ----- |
| 3987  | ↘3841 | ↘3704 | ↘3530 | ↘3451 | ↘3403 | ↘3388 |
| 2018  | 2019  | 2020  | 2021  |       |       |       |
| ↘3361 | ↘3301 | ↘3262 | ↗4032 |       |       |       |

## Состав городского поселения
| № | Населённый пункт | Тип населённого пункта      | Население |
| - | ---------------- | --------------------------- | --------- |
| 1 | Большой Камень   | село                        | 95        |
| 2 | Кормужиханка     | посёлок                     | ↘183      |
| 3 | Октябрьское      | пгт, административный центр | ↗3792     |